# Nghể râu
Nghể râu (danh  pháp khoa học: Persicaria barbata) là một loài thực vật có hoa trong họ Rau răm. Loài này được (L.) H. Hara mô tả khoa học đầu tiên năm 1966.